# Horne Sogn (Varde Kommune)
 For alternative betydninger, se Horne Sogn. (Se også artikler, som begynder med Horne Sogn)
Horne Sogn er et sogn i Varde Provsti (Ribe Stift).
I 1800-tallet var Horne Sogn anneks til Thorstrup Sogn. Begge sogne hørte til Øster Horne Herred i Ribe Amt. De udgjorde Thorstrup-Horne sognekommune, men senere blev hvert sogn en selvstændig sognekommune. Ved kommunalreformen i 1970 blev både Thorstrup og Horne indlemmet i Varde Kommune.
I Horne Sogn ligger Horne Kirke.
I sognet findes følgende autoriserede stednavne:
- Asp (bebyggelse, ejerlav)
- Bedhøj (areal)
- Bjalderup (bebyggelse, ejerlav)
- Bjerremose (bebyggelse, ejerlav)
- Bounum/Bovnum (bebyggelse, ejerlav)
- Dejgård (bebyggelse, ejerlav)
- Fruerlund (bebyggelse)
- Gunderup (bebyggelse, ejerlav)
- Hindsig (bebyggelse)
- Horne (bebyggelse)
- Horne Kær (areal)
- Hornelund (bebyggelse, ejerlav)
- Kirkevad (bebyggelse)
- Lervad (bebyggelse, ejerlav)
- Linding Å (vandareal)
- Malle (bebyggelse, ejerlav)
- Malle Plantage (areal)
- Moesgård (bebyggelse, ejerlav)
- Rotbøl (bebyggelse)
- Stavskær (bebyggelse)
- Stundsig (bebyggelse, ejerlav)
- Sækbæk (bebyggelse)
- Tradsborg (bebyggelse)
- Transbøl (bebyggelse, ejerlav)
- Tromborg (bebyggelse)